# Логалька

Логалька — протока реки Обь в Томской области России. Устье находится в 2053 км по левому берегу Оби. Длина протоки составляет 56 км. В 8 км от устья по левому берегу впадает река Большой Вешак.

## Данные водного реестра
По данным государственного водного реестра России относится к Верхнеобскому бассейновому округу, водохозяйственный участок реки — Обь от впадения реки Васюган до впадения реки Вах, речной подбассейн реки — Васюган. Речной бассейн реки — (Верхняя) Обь до впадения Иртыша.